# بادام کردستانی
بادام کردستانی (نام علمی: Prunus kotschyi) نام یک گونه از سرده پرونوس است.